# 黄大宪
黄大宪（韩语： Hwang Daeheon，1999年7月5日—）生于京畿道安養市，是一名韩国男子短道速滑运动员。他2岁时开始学习滑冰。2017年4月，他在国家选拔赛中脱颖而出，首次入选国家队，并被韩国冰上联盟评为2016-17赛季最佳新秀。2018年冬奥后，他就读于韩国体育大学。2022年於北京冬奥男子1500米获得金牌。

## 人物事件

### 脱裤事件
2019年6月，黄大宪声称自己的褲子被前辈队友林孝俊在忠清北道镇川郡选手村攀岩訓練中脫下，林被起訴強制猥褻。2021年5月27日，在韩国大法院的最终裁决中，驳回了检察院的请求，确认了下级法院首尔中央地方法院的无罪判决，林孝埈被指控的“强制猥亵”罪名不成立。韩国大法院也最终在2021年5月27日判决林孝俊无罪。

## 外部連結
- 国际滑冰联合会人物资料 （页面存档备份，存于）
- 黄大宪的Instagram帳戶